# (2528) Mohler
(2518) Mohler (1953 TF1) est un astéroïde de la ceinture principale, découvert le 8 octobre 1953 à l'observatoire Goethe Link près de Brooklyn, dans l'Indiana.